# 트리파노소마증
트리파노소마증(Trypanosomiasis)은 척추동물이 걸리는 병이다. 트리파노소증은 나가나병이라고도 불리며 아프리칸 트리파노소마증으로 불린다. 이 병은 트리파노소마 브루세이 브루세이 중 몇몇 종들에 의해 걸리며 체체파리가 여기에 속한다. 이 병에 걸리게 되면 체체파리와 같은 트리파노소마좀들이 척추동물들의 피를 감염시켜 열이 나게 하고, 몸을 약화시키고 무기력화시키며 결국 체중 손실 및빈혈에 걸리게 한다. 어떤 동물들은 이 병이 매우 치명적이어서 치료되지 않는 한 심각한 결과를 유발할 수 있다.